# بگذار دوستت داشته باشم (ترانه دی‌جی اسنیک)
«بگذار دوستت داشته باشم» تک‌آهنگی از هنرمند اهل فرانسه دی‌جی اسنیک، جاستین بیبر است که در سال ۲۰۱۶ میلادی منتشر شد. این تک‌آهنگ در آلبوم دوباره (آلبوم دی‌جی اسنیک) قرار داشت.
این تک‌آهنگ در چارت‌های ایتالیا، اسکاتلند، فرانسه، نروژ، فنلاند، سوئیس، پرتغال در رتبه اول و در چارت‌های کانادا، والونیا، ایرلند، اسپانیا، دانمارک، لهستان، سوئد، استرالیا، نیوزلند، اتریش، فلاندرز، بریتانیا، جزو ده ترانه اول قرار گرفت.